# Estampida de La Meca de 1990
La tragedia del Hajj de 1990 es una estampida humana que ocurrió el 2 de julio de 1990 en La Meca, Arabia Saudita, durante el peregrinaje del Hajj, presumiblemente después de una avería del sistema de ventilación en un túnel de 550 metros, donde apareció el pánico. La asfixia y el aplastamiento provocaron la muerte de 1426 peregrinos musulmanes.
El peregrinaje del Hajj a la ciudad santa de La Meca es uno de los cinco pilares del islam y con el desarrollo de los modernos medios de transporte desde mediados del siglo XX reúne allí cerca de cuatro millones de musulmanes cada año. La gestión de esta multitud de creyentes es un desafío organizativo para la ciudad santa, que sufrió eventos similares en 1983, 2006 y 2015. La tragedia tuvo lugar en un túnel de Mina, una ciudad que dista de La Meca diez kilómetros, entre las que se construyeron varios subterráneos.
El incidente ocurrió dentro de un túnel peatonal de 550 metros de largo y 10 metros de ancho (el túnel de Al-Ma'aisim) que sale de La Meca hacia Mina y el Monte Arafat. El túnel había sido construido como parte de un proyecto de 15 000 millones de dólares para acondicionar el entorno de los lugares santos de La Meca comenzado dos años antes por el gobierno saudí.
Mientras los peregrinos se trasladaban para realizar el ritual de la Lapidación del diablo, a las 10 de la mañana el desastre comenzó cuando un barandal del puente peatonal superior se dobló, causando que siete personas cayeran sobre la gente que salía del túnel. La capacidad del túnel era de 1000 peatones pero entonces estaba lleno con hasta 5000 personas. Con temperaturas exteriores de 44 °C, un fallo del sistema de ventilación del túnel también fue culpado de muchas de las muertes. Algunos testigos afirmaron que creían que una manifestación estaba ocurriendo, otros informaron que la entrada al túnel fue cortada. Los funcionarios sauditas concluyeron que la causa de la histeria repentina de la multitud fue la caída de los peregrinos. La mayoría de los fallecidos eran de origen malayo, indonesio y paquistaní.